# 南通城墙
南通城墙，位于中国江苏省南通市。南通城墙于1922年至1949年间拆除，仅存北极阁城墙遗址。

## 历史
后周显德五年（958年），夯土筑城，设四城门。宋政和中，填塞北门，仅余三门，东为天波门，南为澄江门，西为朝京门。
明正德十二年（1517年），在城南筑望江楼。明万历二十六年（1598年），知州王之城辟新城，南以望江楼为门，北连旧城。